# Geografia dell'Etiopia

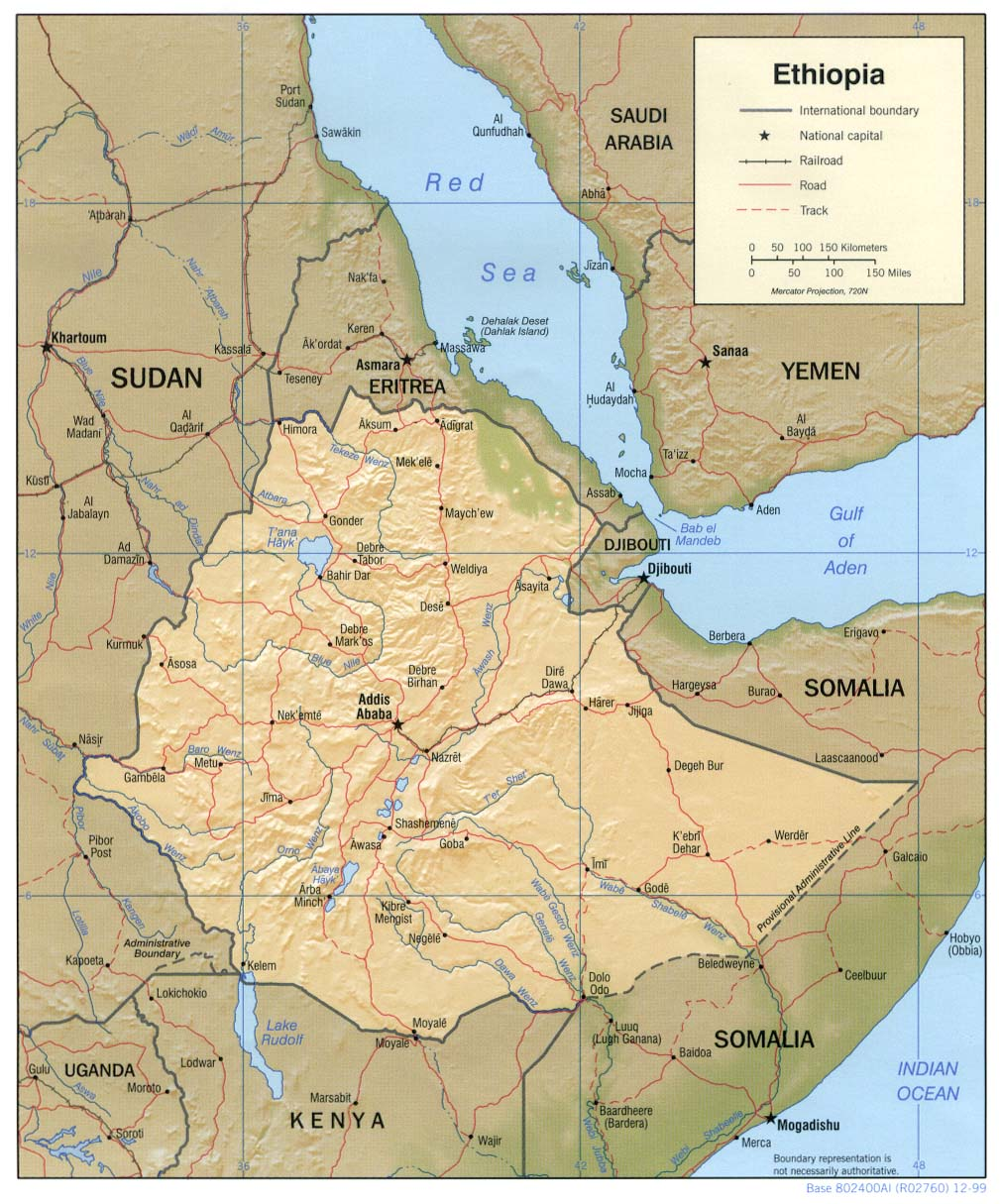
Mappa dell'Etiopia.

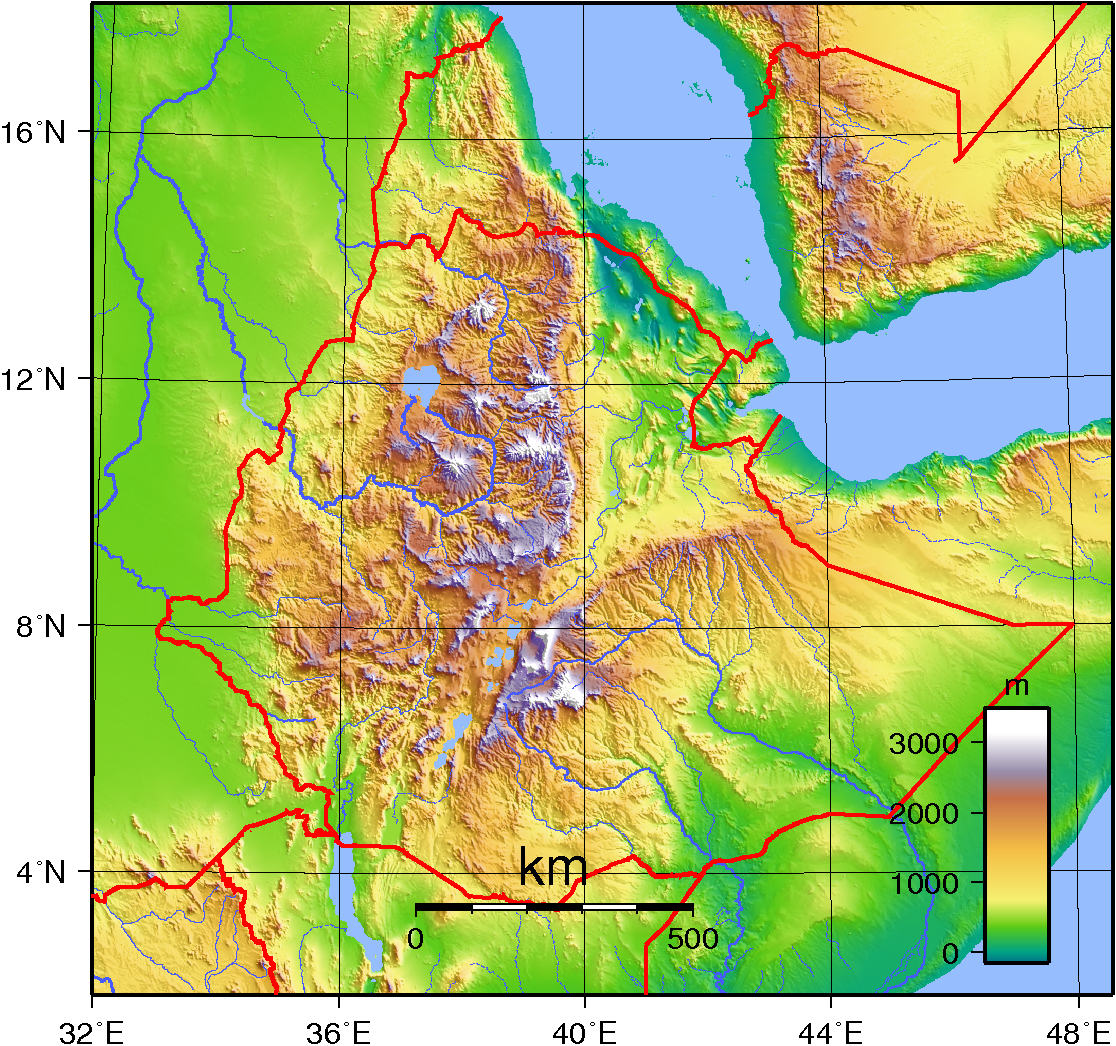
Topografia dell'Etiopia

L'Etiopia è un Paese dell'Africa orientale che confina a nord con l'Eritrea, a nord-est con Gibuti, a est e a sud-est con la Somalia, a sud con il Kenya e a ovest con il Sudan e il Sudan del Sud. Si estende su una superficie di 1.127.127 km².

## Geologia e morfologia
La caratteristica più rilevante della morfologia etiopica è data dalla presenza di altopiani, ora assai estesi, ora più ridotti, elevati talvolta di migliaia di metri, che conferiscono al paesaggio un aspetto tipicamente tabulare, profondamente solcato da grandiosi corridoi nei quali ristagnano acque o si raccolgono veri e propri laghi, oppure compartimentato da valloni e inciso da forre e burroni.
La parte settentrionale dell'altopiano è separata da quella meridionale da una grandiosa e complessa frattura denominata «estafricana» o Fossa Galla, caratterizzata dalla presenza di una serie di laghi, in parte craterici o intervulcanici. Il grande solco, dovuto a un fenomeno che ha sconvolto l'originaria unità e continuità dell'altopiano, ha inizio a ovest del Kilimangiaro e si sviluppa verso nord/nord-est; dopo aver attraversato diagonalmente l'altopiano, si allarga progressivamente nella regione attraversata dal fiume Auash, dando origine alla grande depressione della Dancalia (o Afar). La vasta zona paraclastica prosegue con quella del Mar Rosso e termina poi in territorio asiatico, nella depressione in cui si trova il Mar Morto. La grande frattura orografica, con i suoi elevati ciglioni esterni, permette di distinguere l'altopiano etiopico da quello somalo, che in origine ne era la continuazione.
L'altopiano, che è compreso quasi per intero al di sopra della isoipsa dei 1000 m, è delimitato da bassure su ogni lato, così che nel suo insieme costituisce la zona di alteterre meglio delimitata e nella quale si riscontrano le massime altezze medie del continente africano. Il carattere tabulare del rilievo dipende dalla regolare sovrapposizione orizzontale degli strati, non alterata dai movimenti orogenetici che hanno sollevato uniformemente l'intera zolla, senza dar luogo a pieghe. Questo si nota soprattutto nell'altopiano etiopico, mentre in quello somalo si rileva una lieve generale pendenza verso sud-est di tutto il complesso stratigrafico.
Alla prima, antichissima fase della storia geologica della regione, che durò per tutto il Paleozoico, durante il quale il rilievo esistente fu abbassato e frazionato dall'incessante opera demolitrice degli agenti esogeni, seguì nel Mesozoico una lenta sommersione dell'antica terra. In particolare, durante il Mesozoico medio (Giurassico superiore), il mare invase tutta la Somalia e la Dancalia attuali, nonché parte dell'altopiano etiopico fino alla zona di Macallè e al corso medio del Nilo Azzurro: a questa fase risale la formazione di terreni sedimentari al di sopra della piattaforma cristallina. Verso la fine del Mesozoico ebbe infine inizio una lenta e definitiva emersione dell'intera regione, che si estese gradualmente da nord-ovest a sud-est. Nel Cenozoico (Miocene), per effetto di fenomeni di tensione, si verificarono nella massa dell'imbasamento fratture, lacerazioni e fessure, specialmente con andamento meridiano, talora tanto profonde da determinare potenti espandimenti di lave, prevalentemente di tipo basaltico; queste ricoprirono, per la loro fluidità, grandi estensioni del territorio, adattandosi e modellandosi sulla superficie preesistente. Si può dire che l'altopiano etiopico sia quasi interamente coperto da questi grandi espandimenti di lave, che spesso si presentano incisi da profonde gole che mostrano sui fianchi, in bella evidenza, la successione dei vari strati.
Tra i solchi d'erosione si elevano tavolati e ambe, isolate o collegate da strettissime dorsali dentellate, dai fianchi assai ripidi e scoscesi; dove l'erosione ha agito più profondamente, è venuto in luce l'antico imbasamento, che ha ereditato la rete idrografica preesistente. Anche gran parte delle fratture sono ingombre di materiali vulcanici antichi e recenti, di varia natura. Qua e là compaiono anche apparati vulcanici, attualmente accompagnati da fenomeni secondari di vulcanismo, come solfatare, fumarole, sorgenti termali, ecc. A tali fratture e dislocazioni – che si notano anche in tutta l'Africa orientale – si devono attribuire la Fossa Galla e la depressione dancala.
Unitaria per genesi e struttura, la regione etiopica appare tuttavia divisibile in diverse sezioni, morfologicamente ben delineate e con precisi caratteri fisici. Esse corrispondono all'altopiano etiopico, all'altopiano somalo, alla Fossa Galla e alla depressione dancala.

## L'altopiano etiopico

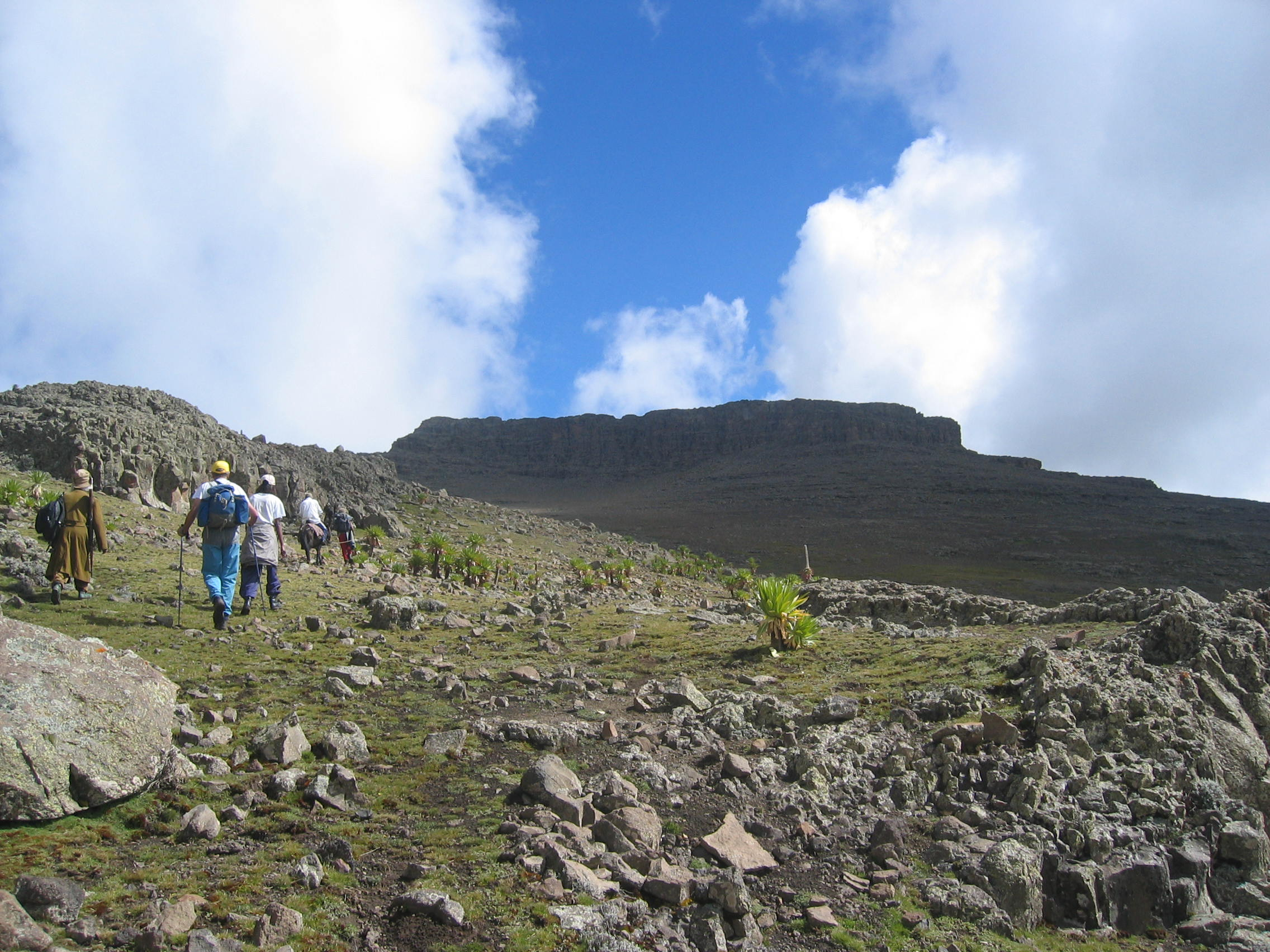
Il Ras Dascian (4620 m), la più alta vetta etiopica.

È compreso tra le pianure sudanesi, la fascia costiera eritrea, le bassure della Dancalia e la grande fossa dei laghi Galla. Costituito essenzialmente da un grande tavolato di rocce vulcaniche poggianti su un basamento di rocce sedimentarie mesozoiche e di rocce cristalline antiche, si presenta molto frazionato dalla complessa rete dei corsi d'acqua e raggiunge le massime elevazioni nella parte orientale, limitata da una notevole e ripida scarpata a gradini che termina, nella parte settentrionale, sulla fascia costiera dell'Eritrea e, nella parte meridionale, sulla desolata e vasta depressione dancala e sulla media valle del fiume Auash.
Lungo il ciglio orientale si trovano numerose cime che si elevano tra i 3000 e i 4000 metri, come l'Amba Alagi (3438 m), l'Abbi Mieda (3437 m), l'Abuia Mieda (4000 m) e il monte Meghezez (3603 m). Le maggiori altitudini si trovano però più a occidente rispetto a questo allineamento, specialmente nella metà meridionale dell'altopiano: tra queste il monte Biala (3806 m) e l'Abuna Josef (4198 m) nel Lasta, il monte Collo (4300 m) nell'Amhara e altre numerose cime che superano i 4000 metri. Su un terzo allineamento, ancora più a occidente, si elevano i monti del Goggiam, che culminano nel Birkan (4154 m); inoltre, a oriente del lago Tana, si trovano il monte Guna (4221 m) e i monti del Semien, dove il Ras Dascian (Ras Degen), la più alta vetta dell'Etiopia, raggiunge i 4620 metri.
L'altopiano declina invece verso occidente con notevoli contrafforti, meno elevati e nettamente separati fra loro da profondi solchi vallivi che ricordano talvolta i tipici cañones; questi si protendono e digradano verso occidente, irregolari e complicati nel loro andamento, fino a confondersi con i tenui rilievi delle sottostanti pianure alluvionali del Sudan.

## L'altopiano somalo
Presenta, nel suo insieme, caratteri orografici alquanto diversi da quello etiopico. Le sue massime elevazioni si trovano lungo il ciglione che scende ripido nella fossa dei laghi Galla, di fronte all'altopiano etiopico, mentre il restante territorio si distingue per la regolare e uniforme inclinazione verso sud-est, tanto che le ultime propaggini dell'altopiano si immergono sotto le alluvioni e le sabbie costiere dell'Oceano Indiano. Questa struttura differenzia notevolmente l'altopiano somalo da quello etiopico e si riflette soprattutto nella forma delle valli, generalmente meno incavate e profonde rispetto a quelle dell'altopiano etiopico, che fanno capo ai due principali corsi d'acqua: il Giuba e l'Uebi Scebeli, diretti verso sud-est secondo la pendenza generale della regione.
Le massime elevazioni si incontrano a est dei laghi Auasa e Zuai, dove il Badda raggiunge i 4133 m e l'Encuolo, più a sud, i 4340 m. A sud dell'alto corso dell'Uebi, l'altopiano raggiunge nel monte Batu i 4307 m; gli altri gruppi montuosi sul ciglio dell'altopiano hanno quote decisamente inferiori e raggiungono, a ovest, nei monti Gugù, i 3628 m e, nella Gara Mullata presso Harar, i 3392 m.

## La Fossa Galla
Si presenta come una netta spaccatura tra l'altopiano etiopico e quello somalo, che la delimitano con i loro orli rilevati. La fossa, che ospita numerosi bacini lacustri posti a varie altitudini, ha inizio, a sud, con lo stretto bacino del lago Turkana, situato a 407 m; prosegue con il lago Stefania, posto a 593 m e compreso fra le ultime propaggini dell'altopiano, che raggiungono i 2000 m. Proseguendo verso nord/nord-est, il fondo della fossa si va gradualmente sollevando: i laghi Ciamò (Ruspoli) e Margherita si trovano rispettivamente a 1233 e 1285 m, mentre i ciglioni dei due vicini altopiani superano i 3000-4000 m.
Dopo il Margherita si incontra un nuovo bacino lacustre, quello del lago Auasa, posto a 1708 m, seguito dai laghi Sciala (1567 m), Abàita (1573 m), Langana (1585 m) e, infine, lo Zuai (1846 m), in corrispondenza del quale il ciglione dell'altopiano somalo raggiunge i 4000 m, mentre quello etiopico risulta notevolmente più basso, non superando i 3000 m. Subito dopo il lago Zuai, situato ai piedi dell'altopiano etiopico di Addis Abeba, il fondo della fossa si fa più ampio e pianeggiante ed è disseminato di laghetti. Il solco prosegue sempre verso nord/nord-est, stretto e serrato tra il bordo dell'altopiano etiopico, elevato oltre i 3500 m, e quello dell'altopiano somalo, prossimo ai 3000 m. Il suo fondo, percorso dal fiume Auash, va gradualmente abbassandosi e sempre più allargandosi, fino a svasarsi ad imbuto nelle bassure della Dancalia meridionale, dove l'Auash si impaluda presso Hadelè Gubò.
Tra le scarpate dell'altopiano etiopico, che hanno un allineamento da nord a sud, e quelle dell'altopiano somalo, che si incurvano nei monti del Cercer assumendo una direzione ovest-est, si distende la caratteristica regione dancala.

## La Dancalia

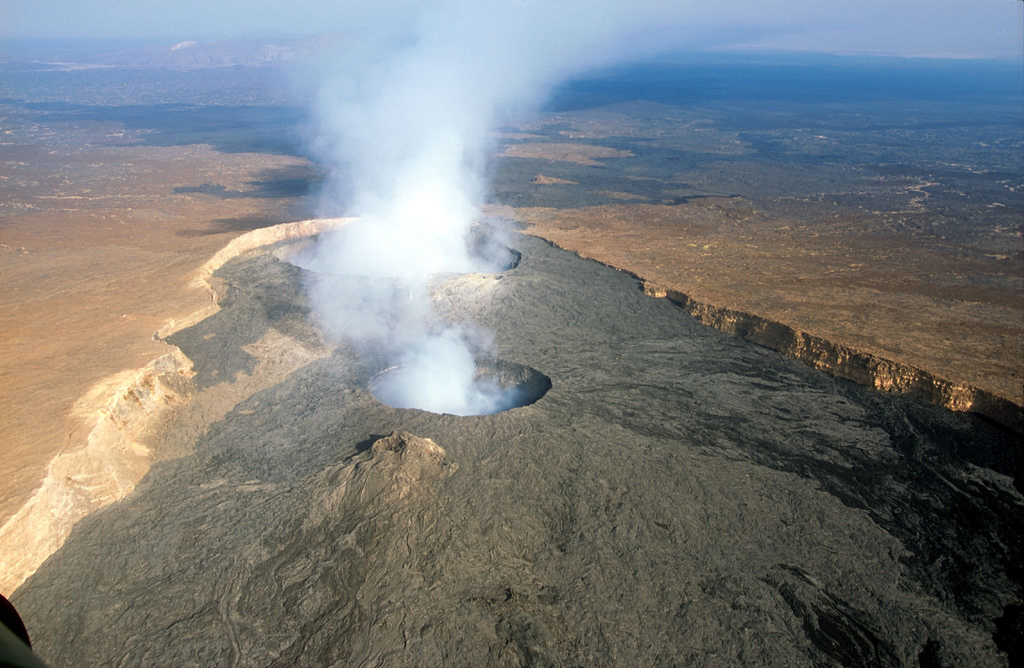
Paesaggio vulcanico della Dancalia.

Diretta continuazione della Fossa Galla, la Dancalia è compresa tra il Mar Rosso e il piede del versante orientale dell'altopiano etiopico. La regione, vasta circa 100.000 km², ha una forma grossolanamente triangolare e offre meravigliosi esempi di vulcanismo, attualmente solo in minima parte attivo, oltre a fratture, faglie e altri fenomeni consimili. La mancanza di vegetazione permette di osservare questi fenomeni come forse in nessun'altra parte del mondo.
La Dancalia si affaccia al mare con una stretta cimosa, a ovest della quale si incontrano rilievi paralleli alla costa, che si presentano con forme tondeggianti e tavolati calcarei solcati da strette e profonde valli. Il nucleo principale di questi monti è costituito dal pianoro di Arrata, che raggiunge i 1250 m. Una bassa insellatura, alle spalle di Edd, separa la catena costiera dancala settentrionale dal gruppo montuoso del Dubbi, costituito da vulcani inattivi (Gebel Dubbi, 1280 m) e attivi (Dubbi Alto, 1580 m; Dubbi Basso, 1250 m), nonché da altri coni vulcanici più elevati situati più a sud-ovest. Intorno a questa zona vulcanica si stendono ampie colate basaltiche che si spingono fino ad Assab.
A ovest dei rilievi che dominano la costa si estende una grande depressione, suddivisa in vari bacini, tra i quali il più importante è quello detto Piano del Sale, che si estende per circa 5000 km². Il bacino è attraversato da cordoni basaltici; il fondo è sabbioso, con estesi campi di dune – talora nella tipica forma di barcane –, mentre i margini sono terrazzati. La parte settentrionale del Piano del Sale, in prossimità delle pendici orientali della scarpata dell'altopiano etiopico, presenta la sua maggiore depressione, il cui fondo è occupato dal lago Assalè, posto a 116 m sotto il livello del mare, e dal lago Giulietti (-80 m). La depressione si presenta come un deserto ove, in inverno, non sono rare temperature di 40 °C. Nel complesso, la depressione dancala si può dividere in due parti: quella settentrionale, chiamata Ghebrò, ricca di depositi salini, gessosi e potassici; quella meridionale, ancora poco nota, occupata da zone salmastre dalle quali si elevano formazioni vulcaniche. Questa si estende fino al Gibuti, al cui confine occidentale si aprono il lago Abbé, nel quale si perdono le acque del fiume Auash, e, più a est, il lago Assal, situato a -173 m.
La Dancalia è una regione inospitale e squallida che funge da entroterra a una costa naturalmente portuosa, ma alla quale è generalmente difficile approdare per la bassezza dei fondali e lo spirare di venti contrari. D'altra parte, in questa regione è difficile stabilire regolari comunicazioni, date le sue condizioni climatiche e ambientali: solo dove compaiono acque si trovano piccole oasi. Migliori condizioni presenta la regione degli Aussa, situata nella parte più meridionale.

## Clima
L'Etiopia, pur essendo compresa nella zona torrida tra il Tropico e l'Equatore, presenta un clima molto vario. Escluse le aree desertiche e i bassopiani, dove prevale il clima torrido, si può affermare che la regione gode generalmente di una notevole uniformità termica, con temperature medie annue non elevate, forti escursioni diurne e modeste escursioni annuali. La configurazione molto accidentata, la posizione geografica rispetto alle masse oceaniche, la grande estensione, la presenza di valli che penetrano profondamente nell'altopiano, il regime dei venti e le condizioni bariche introducono elementi di differenziazione climatica di grande rilievo.
L'altopiano etiopico, e in generale tutto il territorio al di sopra dei 2000 m, è caratterizzato da una notevole uniformità termica: la conformazione predominante del rilievo gioca un ruolo fondamentale nel mantenere tale uniformità, i cui caratteri essenziali sono rappresentati da una media annua moderata, che si aggira intorno ai 18 °C (Addis Abeba, posta a 2640 m, ha una media annua di circa 17 °C), e dall'esiguità delle oscillazioni annue delle temperature massime e minime. In linea generale, mentre nella parte meridionale e centrale dell'altopiano la temperatura raggiunge il suo massimo tra aprile e maggio, con punte di 31 °C, in quella settentrionale il culmine si ha tra maggio e giugno, con punte di 28 °C. L'andamento delle temperature minime presenta ovunque maggiore regolarità rispetto a quello delle massime; le punte minime si registrano tra dicembre e gennaio e possono toccare eccezionalmente gli 0 °C, come nella massima elevazione dell'altopiano, il Ras Dascian. Non si può quindi parlare di una vera e propria ripartizione stagionale dell'anno, ma piuttosto di un periodo relativamente caldo (marzo-maggio) e uno relativamente freddo (giugno-agosto), alternati ad altri due periodi analoghi: uno caldo (settembre-novembre), mentre l'ultimo (dicembre-febbraio) rappresenta talvolta il periodo più freddo dell'anno.
Sulle pendici occidentali sudanesi, come nella depressione dei laghi Galla e sui versanti nord-occidentali dell'altopiano somalo, cioè nelle zone comprese tra i 500 e i 1800 m, si riscontrano i caratteri termici tipici di un ambiente tropicale, soprattutto per i valori medi, per la maggiore escursione diurna e per altri fattori topografici locali, per cui si passa gradualmente da temperature medie annue di 20 °C nelle fasce più elevate a 26-27 °C nelle aree più basse: Gambela, posta sul fiume Baro, ha una media annua di 27 °C. Per quanto riguarda gli estremi assoluti, si osserva la predominanza di elevate temperature durante quasi tutto l'anno: a Gallabat si raggiungono i 39 °C, mentre le basse temperature sono piuttosto rare, salvo sulle pendici fino a una certa altitudine, dove le minime più basse non scendono mai sotto i 6 °C. In queste regioni, in analogia con l'andamento termico annuo, l'anno può essere suddiviso in due periodi principali, di durata ineguale: uno nel primo semestre (febbraio-giugno), con temperature inferiori alla media, e l'altro con temperature più basse, alternati ad altri due periodi, relativamente caldo il primo (settembre-ottobre-novembre) e freddo il secondo (luglio-agosto).
Le due regioni immediatamente contigue a sud e sud-est, ossia il tavolato somalo settentrionale e l'altopiano arusso-hararino, sono influenzate dall'Oceano Indiano, tanto che la temperatura mostra una notevole regolarità. Harar, il cui clima gode fama di essere il migliore dell'Etiopia, ha una temperatura media di 19,7 °C, con punte estreme massime di 25 °C e minime di 12 °C.
Le ultime due zone climatiche dell'Etiopia comprendono i territori desertici della Dancalia e parte dell'Ogaden, tra le regioni più calde e aride del mondo: qui le medie più elevate dell'anno si registrano tra maggio e giugno con 35 °C, con escursioni annue di 10-15 °C ed escursione diurna limitata.
Tuttavia, più che dalla temperatura, il clima dell'Etiopia è determinato dai venti e, in particolare, dalla quantità di umidità presente nell'aria. Il regime dei venti segue un ritmo regolare collegato alla circolazione di due correnti fondamentali, generate dai due alisei: quello boreale di nord-est e quello australe di sud-est. Questa costante circolazione atmosferica e particolari condizioni idrografiche locali assicurano un consistente apporto di vapore acqueo, fonte di abbondanti precipitazioni. In generale, la distribuzione pluviometrica è legata alla quantità di umidità, che è minima nella zona settentrionale del territorio e cresce spostandosi verso sud, sia sull'altopiano che lungo il versante sudanese. È piuttosto elevata sull'altopiano somalo, mentre diminuisce verso la costa somala del Mar Rosso e nella regione dei Galla Borana; l'umidità è piuttosto ridotta su buona parte della Fossa Galla, minore nell'Ogaden e minima in Dancalia; è invece notevole lungo il litorale del Mar Rosso.
Il fattore meteorologico più importante è rappresentato dalle abbondanti precipitazioni dovute alla condensazione dei vapori che i venti sospingono contro i rilievi. L'epoca delle piogge rappresenta per l'Etiopia un periodo la cui durata e intensità variano a seconda dei fattori geografici, della vicinanza ai mari e delle grandi oscillazioni zonali dell'atmosfera e del doppio passaggio del sole allo zenit. Su quasi tutto l'altopiano etiopico si registra un'unica stagione piovosa, tradizionalmente suddivisa in due periodi, «piccole piogge» e «grandi piogge», anche se in realtà tra le due fasi non esiste una netta distinzione. Le «piccole piogge» si verificano in primavera e anticipano il grande periodo piovoso. In generale, le precipitazioni cadono nel semestre che va da aprile a settembre, mentre da ottobre a marzo si ha il periodo siccitoso, durante il quale, però, in alcune regioni come Caffa, Gimma, Scioa e Ghimirra si verificano lievi precipitazioni. I massimi si raggiungono in luglio o agosto, poi diminuiscono rapidamente, fino ai valori minimi di dicembre e gennaio. Caratteristica delle piogge in Etiopia è quella di manifestarsi con violenza e con vistose scariche elettriche. È frequente la grandine, che nelle zone più elevate si deposita al suolo dando talvolta l'impressione di una nevicata.
La distribuzione delle precipitazioni vede, su gran parte dell'altopiano, quantità sempre crescenti procedendo dai confini settentrionali col Sudan, dove si registrano circa 200 mm, fino a raggiungere, all'altezza di Axum, i 1000 mm. Vi sono tuttavia alcune zone periferiche dell'altopiano, come a sud-ovest del lago Tana e a ovest e sud-ovest di Addis Abeba, dove si registrano rispettivamente 1400 e 1800 mm di pioggia. Scarse sono le precipitazioni nella Fossa Galla e nella media valle dell'Auash (500-600 mm); molto scarse lungo la costa eritrea (circa 200 mm), mentre addirittura insignificanti sono quelle nella depressione dancala, dove cadono non più di 30 mm annui.

## Idrografia

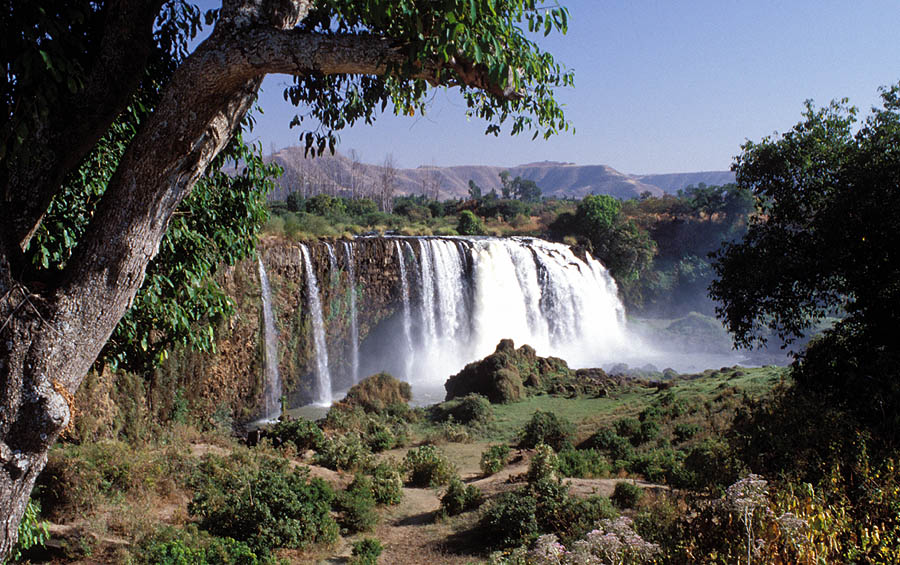
Le cascate del Nilo Azzurro.

I corsi d'acqua etiopici hanno generalmente un regime torrentizio. Dalle forti piene che si verificano essenzialmente nel semestre più piovoso non sono esclusi neppure i fiumi principali. Nel corso inferiore le acque scompaiono spesso dalla superficie, ma si ritrovano a modesta profondità.
La regione etiopica divide le sue acque tra il bacino del Nilo (e quindi del Mediterraneo) a nord, il bacino dell'Oceano Indiano a sud, e il bacino del Mar Rosso a est. Esistono poi molti bacini interni, privi di sbocco al mare, dislocati lungo la Fossa Galla e nella Dancalia.
Al bacino del Nilo appartengono il Mareb, che nasce nella zona di Asmara e, dopo un corso di 680 km, giunto nella regione di Kassala, in Sudan, si dirama in vari canali, alcuni dei quali raggiungono, nelle annate di piogge abbondanti, l'Atbara; il Setit-Tacazzé, che nasce nelle montagne del Lasta, nell'altopiano centrale etiopico. Questo fiume, lungo circa 760 km, confluisce anch'esso nell'Atbara, presso Tamat. L'alto bacino comprende alcune delle regioni più ricche di acque dell'altopiano e il fiume, pur avendo corso torrentizio, ha acqua perenne. Nell'alto corso prende il nome di Setit e scorre generalmente incassato tra ripide pareti, mentre sul fondo, soggetto al regime vorticoso delle acque, si formano le caratteristiche «marmitte dei giganti» di ogni ampiezza e profondità; i tratti di rapide si alternano spesso con altri che assumono l'aspetto di veri laghetti. Nel basso corso il Setit ha acqua corrente per poco più di tre mesi. Dopo la confluenza con il Mai Sciglà, il fiume scorre in una valle coperta da lussureggiante vegetazione tropicale. In territorio etiopico nasce l'Atbara, che ha diversi rami tra l'Uolcait e il lago Tana, nei monti a ovest del Semien, al margine orientale dell'altopiano. Lungo complessivamente circa 800 km dalle sorgenti al Nilo, presenta acque perenni nel corso superiore; è asciutto da dicembre ad aprile nel corso inferiore, mentre le piene più forti si verificano tra agosto e settembre.
Il Nilo Azzurro, o Abbai, è il fiume più importante di tutta l'Africa orientale. Nasce a 3120 m nel cuore dell'altopiano etiopico, in una conca paludosa ai piedi del monte Amidamit, e scorre, alimentato da ruscelli e piccoli torrenti, verso nord fino a immettersi nel lago Tana, dal quale esce presso l'estremità meridionale, arricchito dalle acque del vasto bacino imbrifero della regione. Dopo aver percorso alcuni tratti pianeggianti, il fiume s'infossa in una stretta gola che lo accompagnerà per tutto il suo percorso etiopico. All'inizio della gola, in prossimità di imponenti cascate, si trova il cosiddetto «ponte portoghese», l'unico che attraversa il Nilo Azzurro: in quel punto, in tempo di magra, il fiume ha una larghezza di appena cinque metri. Dopo aver descritto un ampio semicerchio che comprende e delimita la regione del Goggiam, il Nilo si dirige verso ovest; raggiunta la pianura sudanese, assume direzione nord-ovest e, dopo un percorso di circa 1400 km, a Khartoum unisce le sue acque ricche di fertile limo con quelle relativamente limpide del Nilo Bianco.
L'Abbai accoglie le acque di numerosi affluenti, dei quali i più importanti sono quelli di riva sinistra: l'Adabai (Giamma), che raccoglie le acque dello Scioa settentrionale, e il Didessa, che nasce nella regione tra Gimma e Uollega, una delle più piovose di tutto il Paese. La valle in cui scorre l'Abbai è quasi ovunque ampia, anche se in alcuni tratti il fiume scorre con grande violenza, costretto entro vere e proprie forre dominate da pareti a picco alte decine di metri. Ha acque perenni, ma come tutti i fiumi della regione presenta le portate maggiori tra agosto e settembre. L'ampiezza del bacino imbrifero fa dell'Abbai uno dei più importanti tributari del Nilo Bianco, anche se soggetto a forti oscillazioni: alla confluenza col Nilo Bianco, il Nilo Azzurro scarica da 120 a 5600 m³ d'acqua al secondo. Il volume medio annuo di acque fertilizzanti che il fiume reca si aggira sui 48 miliardi di metri cubi.

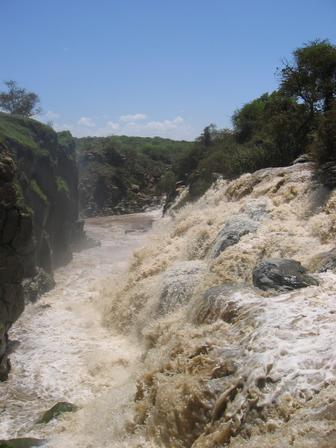
Rapide lungo l'Auash.

Altri fiumi, affluenti del Nilo Bianco, irrigano l'estrema zona meridionale della regione dell'Uollega e del Caffa: tra questi il Baro e l'Akobo, che, riuniti, formano il Sobat. Il Baro nasce nella regione dei Moccia; nell'alto corso ha carattere montano, con alveo angusto, ciottoloso e corrente impetuosa. Si svolge verso ovest e, superata Gambela, si disperde in distese paludose nel bassopiano sudanese, in prossimità del Sobat. L'Akobo, che nasce nella regione di Magi, segue per lungo tratto la linea di confine naturale col Sudan fino alla località di Akobo e, attraverso la zona paludosa del Pibor, confluisce nel Sobat, ricco di acque durante tutto l'anno.
L'idrografia del versante meridionale, che defluisce verso l'Oceano Indiano, presenta caratteri semplici e ben distinti e si può dire che si riassuma in due soli grandi fiumi: il Giuba e l'Uebi Scebeli, che hanno la maggiore superficie di bacino idrografico e lunghezza tra i corsi d'acqua etiopici; hanno però portata e importanza molto minori e interessano solo in parte il territorio etiopico. Al di fuori di questi due grandi fiumi, il versante meridionale non ha un'idrografia superficiale ben definita; dei due, il Giuba è il principale. Nasce da tre grandi rami (Daua Parma, Ganale Doria e Uebi Gestro), le cui origini si trovano tra la regione dei Borana e quella degli Arussi, presso il ciglio più occidentale e più elevato dell'altopiano etiopico-somalo. Dopo circa 700 km di percorso, i tre fiumi si uniscono presso Dolo, in un unico corso che prende il nome di Giuba. Da questo punto il fiume si svolge con direzione meridiana in territorio somalo e raggiunge il mare dopo un percorso di altri 900 km.
L'altro grande fiume dell'altopiano etiopico-somalo è l'Uebi Scebeli, il cui ramo più importante, l'Uabi, nasce a nord del monte Guramba a 2680 m, nella conca di Hoghisò. L'Uebi Scebeli, che raccoglie le acque delle regioni degli Arussi e dell'Harar meridionale, fu esplorato dalla spedizione del Duca degli Abruzzi. È il maggiore dell'Africa orientale per ampiezza di bacino idrografico e per lunghezza, che raggiunge i 2490 km. Nell'alto corso montano presenta due grandi cascate e diverse rapide; attraversa una grande gola di erosione dall'aspetto di cañón e riceve, prima di giungere in pianura, i maggiori affluenti, che gli assicurano acqua anche nel corso inferiore, almeno per buona parte dell'anno. Giunto in pianura, non riceve più affluenti e si dirige serpeggiando in territorio somalo, dove, a poca distanza dalla costa, che segue per lungo tratto verso sud-est, si perde nella zona acquitrinosa di Balli, in prossimità della foce del Giuba. L'Uebi Scebeli ha acqua perenne, portata assai scarsa e regime analogo a quello del Giuba; costituisce la principale e unica risorsa idrica dell'altopiano etiopico-somalo.
I corsi d'acqua che scendono dalle pendici orientali dell'altopiano etiopico e dai rilievi dancali verso il Mar Rosso sono assai brevi e hanno generalmente valli ripide e tortuose. Il principale tributario del Mar Rosso è il Barca, che possiede il più vasto bacino idrografico dell'Eritrea. Il suo corso è di circa 630 km e si svolge da sud a nord; nasce nel Seraè, presso Debra Mercurios, e, cambiando di tratto in tratto nome, assume quello definitivo di Barca solo a valle dei pozzi di Dambà, dove convergono, per formare un'unica corrente, i suoi principali affluenti dell'alto corso: fra questi, lo Sciuguolguol, considerato il ramo principale del Barca. A valle dei pozzi di Dambà il medio corso del Barca si prolunga fino al confine col Sudan; il basso corso si svolge in territorio sudanese, dove la precarietà delle acque superficiali è ancora maggiore. Avvicinandosi alla foce, il fiume si suddivide in vari rami, di cui uno soltanto porta acqua fino a uno stagno adiacente al mare. Il principale affluente del Barca è l'Anseba, il cui corso, di circa 400 km, si svolge completamente in territorio eritreo.
Vi sono poi numerosi corsi d'acqua minori, tributari del Mar Rosso, che si distinguono in due gruppi: quelli che sboccano in mare lungo le coste del Samar e del Sahel e quelli dancali. I primi hanno le loro sorgenti sull'altopiano e le loro valli costituiscono le naturali vie di penetrazione dalla regione costiera al'interno.
Nei bacini chiusi della Fossa dei laghi Galla due sono i fiumi veramente importanti: l'Omo Bottego e l'Auash. Il primo, il cui nome è legato alle esplorazioni compiute nel 1897 da Vittorio Bòttego, presenta uno dei corsi più tortuosi di tutta l'Etiopia. Nasce presso Gara Tuca col nome di Ghibiè e scorre, con carattere torrentizio, serpeggiando prima verso sud e poi verso ovest, ricevendo successivamente molti affluenti che portano le acque dal massiccio del Zalà Gughè; sfocia, dopo un percorso di oltre 850 km, nell'estremità settentrionale del lago Turkana, grande lago equatoriale privo di emissario.
Il secondo, l'Auash, è il maggiore corso d'acqua del versante orientale e sfocia nei bacini chiusi dell'Aussa e della Dancalia. Nasce a ovest di Addis Abeba e scorre per la maggior parte nella grande fossa tettonica che separa l'altopiano etiopico da quello somalo. Di norma il fiume porta acqua tutto l'anno, ha carattere montano e andamento tortuoso nell'alto corso; attraversa due laghetti, dilaga nella zona paludosa di Uongi e Ciurri e, giunto nella regione dell'Aussa, scorre prima in un desolato e tormentato paesaggio vulcanico e poi, accompagnato dalla lussureggiante foresta che riveste la parte settentrionale dell'Aussa, si divide in più rami, dei quali quello principale termina nel lago Abbé.

## Laghi e paludi

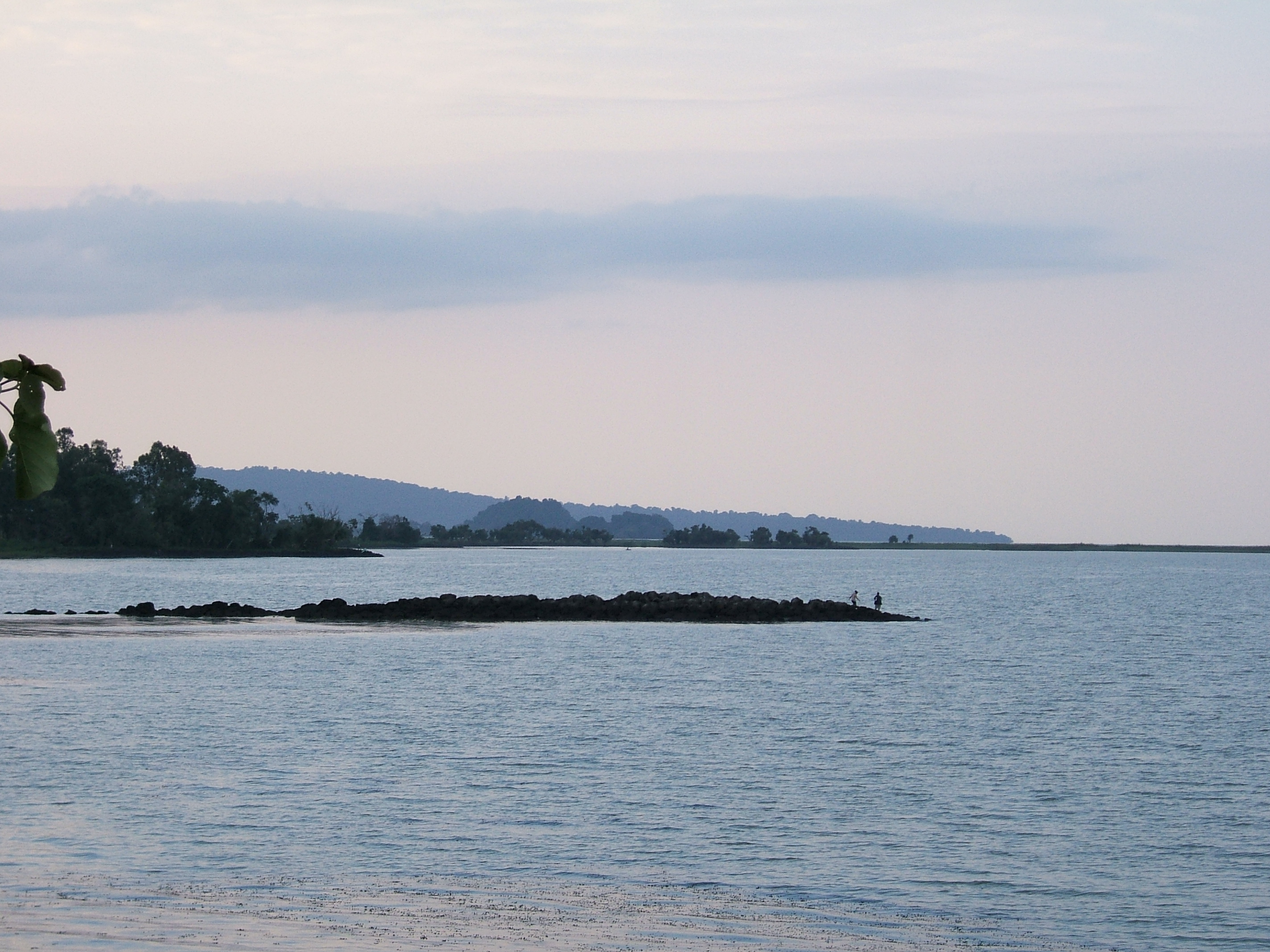
Il lago Tana.

Il maggiore e più importante lago etiopico è il Tana, situato nel cuore dell'altopiano, in una vasta conca a 1830 m di altitudine, dalla quale esce il Nilo Azzurro. Conosciuto dai Greci e dagli Arabi, il Tana fu riscoperto dai Portoghesi nel XVI secolo. Ricco di isole, il lago Tana ha un bacino idrografico di circa 16.800 km², forma circolare e una superficie di circa 3600 km²; la sua massima lunghezza è di 72 km e la larghezza di 65; ha una profondità massima di appena 70 m e una media di 40 m. L'origine di questo importante lago – che in passato fu ritenuto erroneamente la sorgente principale del Nilo – è legata alla notevole attività vulcanica avvenuta durante una fase interpluviale, quando enormi colate laviche produsse lo sbarramento delle valli dell'Abbai e quindi la formazione dello specchio lacustre.
Sempre sull'altopiano si trova il piccolo lago Gudera, a sud del Tana, mentre verso l'orlo orientale vi sono diversi laghi di una certa importanza, fra cui l'Ascianghi, posto a 2409 m di altitudine, di forma circolare, con superficie di circa 20 km².
La regione più ricca di laghi è però la fossa che separa l'altopiano etiopico da quello somalo, dove fenomeni vulcanici hanno isolato diversi bacini lacustri rendendoli indipendenti. Uno dei più importanti è lo Zuai, che ha una superficie di 400 km² ed è ricco di isolette; le sue acque sono relativamente dolci e poco profonde. Questo lago è separato da due brevi cordoni di terra dal lago Sciala, che ha una superficie di 450 km², e dal Langana, che misura circa 200 km². A sud-ovest si trova il lago Regina Margherita, scoperto da Bòttego, con una superficie di circa 1200 km² e numerose isole; prossimo a questo è il lago Ciamò, con una superficie di 500 km². L'ultimo lago è lo Stefania, con una superficie di circa 1200 km², la cui gran parte è però ridotta a palude salmastra. Entro i confini dell'Etiopia è compresa la porzione settentrionale del lago Turkana.
Numerose sono le paludi, abbondanti nell'Aussa e nella Dancalia, nel bassopiano verso il Sudan, nella Fossa Galla e nelle regioni meridionali dell'Etiopia. Fra esse si distingue la grande palude Giomman, posta a occidente di Addis Abeba, sotto i monti Gorochen.

## Flora
In senso altimetrico, si riscontrano tre tipi di vegetazione che dai nativi sono denominati quollà, voina degà e degà. Il quollà include le zone relativamente basse, fino a circa 1700 m di altitudine, e la vegetazione è costituita, nei luoghi più bassi e aridi, da cespugli e rade acacie spinose; nelle regioni umide e calde da lussureggiante vegetazione con foreste di sicomori giganti, palme selvatiche ed euforbie a candelabro. In alcune aree crescono anche alberi gommiferi, incenso e mirra. Nelle zone più alte e relativamente più fresche vegetano alberi di banano, tamarindo, ebano e alcuni tipi di orchidee. Dove l'acqua abbonda prosperano il cotone, il tabacco, la canna da zucchero, gli aromi, il caffè e quasi tutti i cereali, fra cui il tef, utilizzato per la preparazione del pane, e l'Eleusine coracana, dalla quale si ricava una pregiata birra.
Segue la voina degà, che comprende tutti i terreni posti tra i 1800 e i 2000 m. È la zona media più estesa, più densamente popolata e coltivata, e corrisponde – secondo il significato letterale del termine – alla «regione della vite». Il clima moderato, il terreno fertile e le piogge copiose consentono per alcuni cereali anche tre raccolti anni. Questa è anche la zona dove crescono piante ad alto fusto come tamarindi, baobab e tutte le specie di sicomori e di euforbiacee; la specie arboree più diffuse sono il grande ginepro abissino, l'olivo selvatico e varie specie di cedri; si trovano anche alberi della canfora, palme dum e dattilifere. La palma dum è l'albero più diffuso in Etiopia, tanto che si trova perfino nelle povere e rare oasi della desertica Dancalia. Questo albero cresce rigoglioso ed è completamente sfruttabile: il tronco per legname da costruzione, il frutto per mangime ed estrazione di alcool, il picciolo per la fabbricazione di graticci, la fibra delle foglie per la cellulosa e i semi per la produzione di bottoni. Lungo i fiumi prosperano fitte macchie di alti bambù, utilizzati dagli indigeni per usi domestici. I prati e i pascoli producono numerose specie di graminacee e leguminose, tra cui il trifoglio, molto nutrienti e utilizzate come foraggio.
La vite, un tempo largamente coltivata, è oggi quasi scomparsa. Tra gli alberi da frutto si coltivano limoni, aranci, banani e melograni; il caffè cresce spontaneamente allo stato selvatico nelle zone sud-occidentali, in particolare nel Caffa.
La regione del degà comprende tutti i terreni situati tra i 2000 e i 3700 m. È la zona fredda, poco o niente alberata, ma coperta di abbondanti pascoli sfruttati dalla pastorizia. Qui la flora è costituita da licheni, muschi, arbusti ed eriche. Tuttavia, sulle dorsali ben esposte, crescono pini, ginepri, molte piante alpine e, dove il terreno è coltivato, si producono anche ottimi cereali. È noto che l'Etiopia è l'unico Paese in cui il grano si coltiva fino a quasi 3000 m di altitudine; con esso vengono coltivate patate, piselli, lenticchie e altri legumi. I boschi delle zone più basse del degà sono caratterizzati dalla presenza dell'olivo selvatico (Olea europaea), del ginepro abissino e di un'alta conifera, il podocarpo. La Kosa (Hagenia abyssinica) è anch'essa reperibile a queste altitudini; i suoi fiori e frutti sono usati dagli Etiopici per la preparazione dei medicinali.
Al di sopra di queste tre zone ne esiste però una quarta, del tutto improduttiva: è la zona delle cime più elevate del Semien e dei monti del Goggiam, totalmente abbandonata dai nativi, che la distinguono con il nome di nurc («ghiaccio»); in questa zona crescono l'erica arborea e pochi altri arbusti.

## Fauna
L'Etiopia è straordinariamente ricca di animali di ogni genere, grazie sia alle favorevoli condizioni climatiche e vegetazionali, sia alla varietà di zone – alte o basse, umide o aride – in cui il territorio si suddivide. Sui vasti pascoli dagli altopiani scorazzano in libertà grandi mandrie di buoi, particolarmente della specie sanga, dalle enormi corna, nonché capre e pecore dal lungo vello. Numerose sono anche diverse specie di antilopi, orici e struzzi, che però sono oggetto di una caccia spietata.
Nelle regioni più calde e basse vivono soprattutto carnivori, come il leone – tra i più grandi dell'Africa – la iena, lo sciacallo e la volpe. L'elefante africano è ormai raro, mentre nelle zone più alte si trovano leopardi, rinoceronti, bufali e numerose scimmie.
Le aree paludose delle basse pianure e i fiumi ospitano coccodrilli e ippopotami. Sull'altopiano sono comuni cinghiali, lepri e gazzelle; si trovano anche linci, asini selvatici, istrici, marmotte e oritteropi, grandi predatori di termiti. Un quadrupede assai singolare, originario dell'Etiopia, è il facocero: caratterizzato da un enorme grugno, orecchie e occhi piccolissimi, lunghe zanne e zampe simili a quelle di un cavallo; questo animale si nutre anche di galline ed è ricercato per la sua carne prelibata.
La fauna etiopica è particolarmente ricca di uccelli: branchi di centinaia di faraone e un gran numero di francolini si muovono nelle pianure; uccelli dai colori vivaci, come il mascàl, il bengalino, il passero tessitore, il colibrì, la vedovella, lo storno splendente, il fringuello e molte altre specie sono presenti in grande quantità, insieme a volatili di maggiori dimensioni quali aquile, avvoltoi, pellicani, fenicotteri, cicogne e falchi. Né mancano i rettili: vi sono coccodrilli, che possono superare i sei metri di lunghezza, e varani. Tra i serpenti, aspidi e vipere sono molto comuni; non mancano i pitoni e, tra i rettili di piccola taglia, il ceraste, il cui veleno può causare la morte quasi istantaneamente.
Vero flagello delle campagne sono poi le cavallette e, durante la stagione delle piogge, le mosche tse-tse, che arrecano gravi danni agli animali da stalla e da cortile.
Nel Mar Rosso la fauna ittica è particolarmente abbondante e permette una pesca ricca; anche fiumi e laghi sono ricchi di pesci, in particolare grossi barbi.
Tra gli animali domestici vanno infine ricordati il cammello, allevato solo nel Paese degli Adal e nella Samahara, il resistentissimo muletto abissino e, infine, asini e cavalli dell'altopiano.